# Институт востоковедения имени Р. Б. Сулейменова
Институт востоковедения имени Р. Б. Сулейменова КН МНВО РК (каз. ҚР ҒЖБМ ҒК Р.Б. Сүлейменов атындағы Шығыстану институты) — научно-исследовательский институт в Алматы, Казахстан, основанный в 1996 году и действующий в составе Комитета науки Министерства науки и высшего образования Республики Казахстан. Директор — Дукен Масимханулы.

## История
Одним из предшественников института является Институт уйгуроведения АН Казахской ССР, созданный в 1986 году на базе Отдела уйгуроведения Института языкознания АН Казахской ССР. Другой предшественник — Центр востоковедения Министерства науки — Академии наук Республики Казахстан. В 1996 году они были объединены в Институт востоковедения МОН РК. 21 апреля 1998 года центру было присвоено имя академика Р. Б. Сулейменова.

## Описание
Институт занимается изучением историко-культурных, социально-экономических, политических, религиозных и иных аспектов взаимоотношений Казахстана и стран Востока.
Институт издаёт журнал «Казахстанское востоковедение», проводит ежегодные научные чтения памяти казахстанских востоковедов Р. Б. Сулейменова, Г. С. Садвакасова и В. П. Юдина, а также «Маловские чтения».

## Структура
- Республиканский информационный центр по изучению исторических материалов: восточное источниковедение, история и культура народов Востока
- Центр китаеведения
- Центр уйгуроведения
- Центр тюркских государств и классической тюркологии
- Центр по связям с общественностью и издательству
- Отдел стран Ближнего и Среднего Востока
- Отдел Азиатско-Тихоокеанского региона
- Отдел Центральной и Южной Азии
- Отдел геоэкономических и политических проблем стран Востока
- Кафедра ЮНЕСКО «Наука и духовность»

## Директора
- 1992: Рамазан Бимашевич Сулейменов (как директор Центра востоковедения)
- 1992—1998: Ерден Задаевич Кажыбек[каз.]] (до 1996 года — как директор Центра востоковедения)
- 1998—2013: Меруерт Хуатовна Абусеитова
- 2013—2020: Абсаттар Багисбаевич Дербисали
- 2020—н. в.: Дукен Масимханулы[каз.]